# Calidad y cantidad
Calidad y cantidad es el vigésimo álbum de estudio de la banda sinaloense mexicana La Arrolladora Banda El Limón De René Camacho. Fue lanzado el 23 de marzo de 2018 por el sello Universal Music Group. El álbum es el primero donde aparece Esaúl García Morales como vocalista reemplazando a Jorge Medina después de que este abandonara la agrupación.

## Promoción

### Sencillos
«Entre beso y beso» es el primer sencillo del álbum lanzado el 27 de octubre de 2017, es una balada rítmica escrita por Aarón "La Pantera" Martínez, producido y dirigido por Fernando Camacho e interpretada por José Isidro Cuen "Josi" como primera voz. El video de la canción dirigido por Luis García bajo la producción de Stigma Films fue grabado en la ciudad de Monterrey, Nuevo León los días 20 y 21 de septiembre de 2017, trata de un grupo de chicas que escapan de la escuela para ir a un concierto de La Arrolladora, donde pasan algunas travesías en el camino hasta que por fin llegan y disfrutan del show, esta historia provocó que se acusara a La Arrolladora de plagiar el video de la canción «Crazy» del grupo estadounidense de rock Aerosmith debido a algunas similitudes entre ambos.
«Calidad y cantidad» compuesta por el cantautor Espinoza Paz fue lanzada como segundo sencillo el 2 de marzo de 2018 junto a la preventa del álbum.
«Tu eres la razón» compuesta por el cantautor Horacio Palencia fue lanzada como el tercer sencillo oficial el 25 de julio de 2018.

### Sencillos promocionales
«Cumbia barulera» se lanzó el 16 de marzo de 2018 como segundo sencillo promocional, tiempo después el 25 de junio del mismo año se publicó un video para la canción.

## Lista de canciones
| N.º   | Título                                     | Escritor(es)                                                                | Duración |  |
| 1.    | «Entre beso y beso»                        | Aarón "La Pantera" Martínez                                                 | 3:02     |  |
| 2.    | «No puedo andar contigo»                   | Gussy Lau · Luciano Luna                                                    | 3:35     |  |
| 3.    | «Calidad y cantidad»                       | Espinoza Paz                                                                | 3:30     |  |
| 4.    | «Andas diciendo»                           | Joss Favela                                                                 | 3:00     |  |
| 5.    | «Yo feliz»                                 | Espinoza Paz                                                                | 2:10     |  |
| 6.    | «Tú eres la razón»                         | Horacio Palencia · Abbel                                                    | 3:11     |  |
| 7.    | «Me sigue haciendo daño»                   | Abraham López · Danny Pérez                                                 | 3:29     |  |
| 8.    | «De rodillas en el suelo»                  | Adrián Navarro · Salvador Aponte · César Valdivia                           | 2:58     |  |
| 9.    | «Cumbia barulera»                          | Luis Pérez Cedrón                                                           | 2:48     |  |
| 10.   | «No he logrado aprender»                   | Juan Diego Sandoval Macías · Francisco "El Chulo" Rivera · Fernando Camacho | 3:21     |  |
| 11.   | «Me lastimaste»                            | Wilfran Castillo                                                            | 3:23     |  |
| 12.   | «Tiene razón la lógica» (con Espinoza Paz) | Espinoza Paz                                                                | 3:26     |  |
| 13.   | «Ven conmigo»                              | Josi Cuen                                                                   | 3:54     |  |
| 14.   | «Así lo quiso Dios»                        | Josi Cuen                                                                   | 2:56     |  |
| 44:49 |                                            |                                                                             |          |  |